# Werner Fischer (Chemiker)
Werner Fischer (* 21. August 1902 in Elberfeld; † 16. August 2001 in Freiburg im Breisgau) war ein deutscher Chemiker. Von 1944 bis 1968 war er ordentlicher Professor für anorganische Chemie an der Universität Hannover.

## Leben
Fischer wurde als Sohn eines Ingenieurs der Bayer AG geboren. Nach dem Wechsel seines Vaters nach Leverkusen wuchs er in einem von Chemie geprägten Umfeld auf. Nach dem Abitur in Köln 1921 begann er mit dem Studium der Chemie an der TH Hannover.
Das Diplom als Ingenieur erhielt Fischer 1925, die Promotion zum Dr. Ing. erfolgte im Jahr 1927. Daran schloss sich ab 1929 eine Tätigkeit als Vorlesungsassistent an – alles im Umfeld von Wilhelm Biltz. Fischer habilitierte sich dort im Jahre 1932. 1933 folgte er einem Ruf der Universität Freiburg auf das dortige Extraordinariat für anorganische und analytische Chemie. Am 12. Dezember 1939 beantragte Fischer die Aufnahme in die NSDAP und wurde zum 1. Januar 1940 aufgenommen (Mitgliedsnummer 8.367.103). 1944 wurde er ordentlicherr Professor für anorganische Chemie und trat die Nachfolge seines Lehrers Wilhelm Biltz als Leiter des Instituts für anorganische Chemie der TH Hannover an. Dieses Amt behielt er bis zu seiner Emeritierung 1968.
Einen 1951 ergangenen Ruf in die Vereinigten Staaten von Amerika lehnte er ab. Als Emeritus zog Werner Fischer wieder nach Freiburg im Breisgau.

## Wirken
Sein wissenschaftliches Werk ist auf zwei unterschiedliche Arbeitsgebiete konzentriert.
Er beschäftigte sich zum einen mit den thermischen Eigenschaften von Metallhalogeniden und -oxiden, z. B. der Dampfdruckmessung reaktiver Verbindungen bei höheren Temperaturen.
Zum andern entwickelte er auf der Basis von Erfahrungen aus der analytischen Chemie die Flüssig-Flüssig-Verteilung zu einem Trennverfahren zur präparativen Herstellung chemisch ähnlicher Elementen wie der Lanthanoide, von Scandium sowie Zirkonium und Hafnium. Die von ihm dabei entwickelte Verdrängungsverteilung erbrachte wesentliche Beiträge zur Reindarstellung und Verfügbarkeit dieser Elemente und ermöglichte von der Reaktortechnik bis zum Farbfernsehen wesentliche technologische Sprünge. In späteren Dissertationen wurde diese experimentelle Erfahrung durch Computersimulationen, früh für diese Zeit, auch theoretisch/mathematisch belegt.
Viele Ergebnisse fanden Eingang in zahlreiche Publikationen und seine Rolle als Herausgeber und Fortführer der Biltz´schen Standardlehrbücher für analytische und anorganische Chemie.
Werner Fischer beschäftigte sich ebenfalls mit Nomenklaturfragen. So schlug er 1932 in Analogie zu den Halogenen (Salzbildner) für die Elemente der VI. Hauptgruppe des Periodensystems den noch heute gültigen Sammelnamen Chalkogene (Erzbildner) vor.
Fischer war Mitglied der internationalen IUPAC-Kommission für chemische Nomenklatur und des Arbeitsausschusses Chemische Terminologie im Deutschen Institut für Normung (DIN). Dementsprechend setzte er sich für die konsequente Anwendung der aktuellen Nomenklaturregeln und des SI-Systems ein.
Er hielt intensiven Kontakt zur Industrie, ohne sich die Fesseln der Auftragsforschung anzulegen. Beispielhaft seien genannt die Bayer AG, die Salzdetfurth AG (heute Kali und Salz AG), die Kali Chemie AG (heute Solvay GmbH), die Degussa AG (heute Evonik AG) und die Th. Goldschmidt AG (heute eine Tochtergesellschaft der Evonik Goldschmidt), die ihn auch beim Wiederaufbau des Instituts unterstützten.
Etwa 70 Dissertationen entstanden unter seiner Betreuung. Seit 1962 lud Werner Fischer seine Schüler mit ihren Partnern alle fünf Jahre zu einem Treffen ein. Nach seinem Tode führte seine Witwe diese Tradition fort.
Werner Fischer erhielt 1964 den Alfred-Stock-Gedächtnispreis. 1966 wurde er Ehrendoktor (Dr. rer. nat. h. c.) der Universität Gießen.

## Schriften
- Zur qualitativen Analyse der Ammoniak- und Schwefelammoniumgruppe und der Phosphorsäure. Verlag Chemie, Berlin 1936.
- Heinrich Biltz: Experimentelle Einführung in die unorganische Chemie. 21. Auflage. neu bearbeitet von Wilhelm Klemm, Werner Fischer. De Gruyter, Berlin 1937 und öfter.
- Wilhelm Biltz: Ausführung qualitativer Analysen. 10. Auflage. besorgt von Werner Fischer. Akademische Verlagsgesellschaft, Leipzig 1949.
- Wilhelm Biltz: Ausführung qualitativer Analysen anorganischer Stoffe. 11. Auflage. besorgt von Werner Fischer. Geest & Portig, Leipzig 1952.